# Carlos Chíniquy
Carlos P. Chíniquy (30 de julio de 1809 – 16 de enero de 1899) fue un sacerdote católico canadiense que abandonó la fe católica y se convirtió al protestantismo. En los años comprendidos entre 1885 y 1899 fue el foco de una gran discusión en los Estados Unidos de América por sus teorías conspiratorias en las que afirmaba que los jesuitas habrían pretendido asesinar a Presidente Abraham Lincoln y que pretendían tomar el control político del país.

## Vida
Chíniquy nació en 1809 en Kamouraska, Quebec. Huérfano de padre a muy corta edad, fue adoptado por un tío suyo. El área de Quebec era fundamentalmente católica aunque había también algunos protestantes. Estudió para sacerdote católico en el Petit Seminaire en Nicolet, Quebec. Fue ordenado en 1833 y sirvió en diversas parroquias del área franco-parlante donde llevó a cabo una campaña muy exitosa contra el alcoholismo. Más tarde emigró a Illinois. Tuvo una breve incursión como novicio en la Orden de origen francés de los Oblatos de Mª Inmaculada
En 1855 fue denunciado por un prominente abogado católico llamado Peter Spink en Kankakee, Illinois. Chíniquy contrató al entonces abogado Abraham Lincoln para su defensa. Quedó libre de toda culpa y amigo de Lincoln, que le cobró por su defensa la simbólica suma de 50 dólares.
Sacerdote rebelde e inconformista, Carlos Chíniquy se enfrentó con el obispo de Chicago, Anthony O'Regan, por el tratamiento que el obispo daba a los católicos, particularmente a los franco-canadienses. Declaró además que O’Regan estaba apoyando en secreto el contencioso de Spink contra él. En 1856 O’Regan le amenazó con excomulgarlo si no se marchaba a un nuevo sitio y abandonaba su colonia canadiense francófona. Varios meses después el New York Times publicó una carta pastoral del obispo O’Regan en la que declaraba que habiendo suspendido a Carlos Chiniquy de sus funciones, y habiéndole desobedecido, el obispo lo excomulgaba. Apoyado por sus parroquianos Chíniquy refutó vigorosamente su excomunión afirmando públicamente que el obispo estaba equivocado. Terminó abandonando la Iglesia Católica en 1858.
Chíniquy expuso en su autobiografía que fue acusado falsamente por sus superiores y recurrió al abogado de Illinois Abraham Lincoln quien lo defendió exitosamente, que la Guerra Civil Americana fue un complot del Vaticano contra los Estados Unidos y que el Vaticano estaba detrás de los confederados del Sur y de la muerte de Lincoln. 
Tras abandonar la Iglesia católica, Chíniquy dedicó su vida a convertir a la fe protestante a sus compatriotas franco-canadienses. Escribió varios libros y opúsculos. Sus libros más influyentes fueron “Cincuenta años en la Iglesia de Roma” Fifty Years in The Church of Rome y El sacerdote, la mujer y el confesionario. Esos libros suscitaron preocupación en los católicos de Estados Unidos y Europa. Según algunos críticos, Carlos Chiniquy es el autor más vendido de Canadá de todos los tiempos.
Murió en Montreal en 16 de enero de 1899.
Hasta el presente algunos de los trabajos de Chíniquy siguen promocionados entre los protestantes. Uno de sus seguidores actuales más conocidos es Jack Chick, quien creó un cómic de “50 años en la Iglesia de Roma” titulado “La gran traición”.